# Kalifatstaat

Logo der Organisation

Kalifatstaat hieß eine islamistische deutsche Organisation, die 1994 in Köln ausgerufen und im Dezember 2001 nach einer Änderung des Vereinsgesetzes, mit der das Religionsprivileg abgeschafft worden war, verboten wurde. Dieses Kalifat war jedoch nie völkerrechtlich institutionalisiert, sondern nur eine Absicht für einen islamischen „Staat im Staat“.

## Geschichte
Der Kalifatstaat ging 1994 aus dem „Islamischen Bundesstaat Anatolien“ (Anadolu Federe İslam Devleti, AFİD) hervor, der von 1992 bis 1994 als Umbenennung des Verbandes Islamischer Vereine und Gemeinden (İCCB) in Deutschland existierte. Dieser hatte sich 1984 von der islamistischen Organisation Millî Görüş abgespalten. Der Führer des Verbandes rief sich zum Kalifen, zum weltweiten geistlichen und weltlichen Oberhaupt aller Muslime, aus. Seitdem verstand sich die Organisation als „Kalifatstaat“ (Hilafet Devleti). Vereinsrechtlich blieb der alte Name aber bestehen.
Der Führer war zunächst Cemaleddin Kaplan, der in der deutschen Öffentlichkeit den Beinamen „Chomeini von Köln“ hatte. In türkischen Medien wurde er als „schwarze Stimme“ bezeichnet. Auf einer Veranstaltung zu Ehren Kaplans im Jahr 1993 „bedauerte“ der deutsche Islamkonvertit Andreas Abu Bakr Rieger öffentlich vor Hunderten Zuhörern, dass die Deutschen die Juden nicht ganz vernichtet hätten: „Wie die Türken haben wir Deutschen in der Geschichte schon oft für eine gute Sache gekämpft, obwohl ich zugeben muss, dass meine Großväter bei unserem gemeinsamen Hauptfeind nicht ganz gründlich waren.“
Im Jahr 1993 zeichneten sich Auseinandersetzungen über Eigentums-, Besitz- und Nutzungsrechte an Immobilien ab. Der Verband strebte eine zentrale Kontrolle der Immobilien an. Kritik entzündete sich unter den Anhängern an der mangelnden Transparenz des Finanzgebarens der Organisation. 1994 spaltete sich in Bochum unter dem Namen „Verband der muslimischen Gemeinden“ (MCB) eine oppositionelle Gruppe ab. Nach dem Tod Cemaleddin Kaplans entbrannte Streit um die Nachfolge.

Nachfolger wurde 1995 sein Sohn Metin „Müftüoğlu“ Kaplan. Metin Kaplan nannte sich selbst „Sohn des Muftis“ („Müftüoğlu“), da er – wie sein Vater, der sich „Sohn des Hodschas“ („Hocaoğlu“) nannte – den türkischen Nachnamen „Kaplan“ („Tiger“) ablehnte. Unter Metin Kaplan kam es zu einer weiteren Radikalisierung der Vorstellungen. Im Kalifatstaat kam es häufiger zu internen Auseinandersetzungen. In Berlin residierte zeitweise ein Gegenkalif, İbrahim Sofu. Kaplan rief in der Vereinszeitung „Ümmet-i Muhammed“ vom 19. Juli 1996 zur Ermordung des Gegenkalifen auf: 

„Was passiert mit einer Person, die sich – obwohl es einen Kalifen gibt – als einen zweiten Kalifen verkünden lässt? Dieser Mann wird zur Reuebekundung gebeten. Wenn er nicht Reue bekundet, dann wird er getötet.“

 İbrahim Sofu wurde nach diesem Mordaufruf am 8. Mai 1997 ermordet.
Im Dezember 2001 verbot das Bundesinnenministerium den Verein, die Stiftung Diener des Islam und 19 Teilorganisationen. Ihr Vermögen wurde eingezogen und von der Bundesvermögensverwaltung in Amtshilfe für das BMI verwertet. Eine Klage gegen das Verbot wurde vom Bundesverwaltungsgericht abgewiesen. Eine Verfassungsbeschwerde gegen das Urteil nahm das Bundesverfassungsgericht nicht zur Entscheidung an. Gegen das Verbot legte der Kalifatstaat schließlich Beschwerde beim Europäischen Gerichtshof für Menschenrechte ein, die aber 2006 einstimmig als unzulässig verworfen wurde.
Als Folge weiterer Beobachtung durch den Verfassungsschutz kam es am 19. Dezember 2002 zum Verbot weiterer Vereine, die als Nachfolgeorganisationen galten. Metin Kaplan wurde nach seiner Abschiebung in der Türkei vor Gericht gestellt und im Jahre 2005 wegen des Versuchs, „die verfassungsmäßige Ordnung mit Gewalt zu stürzen“, zu erschwerter lebenslanger Haft verurteilt.

## Organisation
Die Organisation verfügte Anfang der 1990er Jahre etwa über 4.000 Mitglieder und im Jahre 1999 über ca. 1.100 Mitglieder. Nomineller Führer und somit „Kalif der Muslime“ und „Emir der Gläubigen“ ist der inhaftierte Metin Kaplan. Der Verband verfügte über eine Fetwa- und eine Kaza-Instanz, eine richterliche und eine überwachende Instanz. Die Fetwas wurden vom „Scheichülislam“ erlassen, eine Funktion, die Metin Kaplan ebenfalls beanspruchte.
Die Organisation war in „Gebiete“ (bölge) unterteilt, denen ein „Emir“ vorstand. Die niederländische Stiftung „Stichting Dienaar aan Islam“ stand ebenfalls unter der Führung des Verbandes.

## Ideologie
Das Weltbild des Kalifatstaats ist geprägt von einer ausgesprochenen Dichotomie. Die Geschichte der Menschheit wird als Kampf zwischen Gut und Böse betrachtet: ein Kampf zwischen hak und batıl, dem Wahren und dem Nichtigen, zwischen iman und küfür, Glauben und Unglauben, zwischen tevhid und şirk, Monotheismus und Polytheismus, zwischen müstekbirler und müstazaflar, Unterdrücker und Unterdrückten, zwischen der hizbullah und der hizbüşşeytan, der „Partei Gottes“ und der „Partei des Satans“. Zur Illustration dieser Weltsicht werden koranische (und biblische) Vorbilder angeführt. Dazu gehören der Pharao (Firavun) als tyrannischer Herrscher, sein Handlanger Haman, Korah (Karun), der das System mit seinem Geld unterstützt, und Bileam (Bel'am), ein weiterer Handlanger. Ziel des Kalifatstaats ist die Errichtung eines auf der Scharia gegründeten islamischen Staatswesens. Als Vorbild dient das Kalifat, in dem die religiöse und politische Macht bei einem Kalifen vereint ist.